# جاي جاي سي سي
جاي جاي سي سي (توضيحا J-J-C-C، هانغل: 제이제이씨씨) هي فرقة فتيان للهيب هوب كورية جنوبية، تشلكلت تحت إدارة مجموعة جاكي تشان كوريا. الفرقة ظهرت لأول مرة في 14 مارس، 2014 بخمسة أعضاء: E.co، Eddy، SimBa، San-Cheong، وPrince Mak، الذين أدوا مباشرة على قناة إمنت. ظهورهم الأول بأغنية منفردة بعنوان At First تم اصدرها في 24 مارس.
جاي جاي سي سي هي أول فرقة كي بوب آيدول تشكلت بواسطة جاكي شان.

## الأعضاء
- E.co (-young; 하준영)
- Prince Mak (Henry Prince Mak)
- Eddy Oh (Oh Jong-seok; 오종석)
- Simba (Kim Young-jin; 김영진)
- SanCheong (Choi Ha-don; 최하돈)
- Zica (Dae Hwan; 대환)
- Yul (Kim Chan-yul; 김찬율)

## وصلات خارجية
- جاي جاي سي سي على موقع ميوزك برينز (الإنجليزية)

- الموقع الإلكتروني الرسمي ل(jjcc)